# Magyar Média Műhely
A Magyar Média Műhely (MMM) Budán 1995. március 13-án létrejött, önképzőkör jellegű újságíró-szerveződés.

## Alapítás
A Szent Imre plébánia tanácstermébe elsőként Pokol Béla politológust hívták meg műhelybeszélgetésre - 1995. március 13-án -, ezt az alkalmat tekintik alapításnak. Később számos neves politikus: Boross Péter, Tölgyessy Péter, Torgyán József, Kósa Ferenc, Orbán Viktor, Csintalan Sándor és mások voltak vendégeik.

## Tevékenység
A Műhely vezetősége Európa-érem elnevezéssel 2000-ben újságíródíjat alapított, ezt minden évben átadják.
2008-ig 21 médiakonferenciát szerveztek. Az első négyet a később Európa-éremmel kitüntetett Johnathan Sunley támogatásával. Az egyik legnagyobb visszhangot keltőt 2008 novemberében Miért nem nyitottunk cukrászdát Bécsben címmel a Paulay Ede utcai Pest hotelben tartották, már a Szabadelvű Médiaműhely (SZEMM) rendezvényeként. Ekkor adták át a X. Európa-érmet a Bécsi Napló főszerkesztőjének, Deák Ernőnek. Előadást tartott egy korábbi Európa-érmes, Fricz Tamás is. A Magyar Média Műhely az utóbbi években Szabadelvű Médiaműhely elnevezéssel folytatja működését. 

### Általuk kiadott könyvek
- Ütközet az ezredvégen
- Az unió kapujában
- Európai demokraták
- Áttörés a médiában

## Átalakulás
Hivatalos megalapításra tettek kísérletet 2002-ben, ettől kezdve Szabadelvű Médiaműhely (SZEMM) néven szervezik tanácskozásaikat.

## Külső hivatkozások
Honlapjuk